# ألكسندر يجوسيبوفيتش
ألكسندر يجوسيبوفيتش (بالفرنسية: Aleksandar Josipović)‏ هو فنان فرنسي، ولد في 15 يناير 1981 في Lazarevac ‏ في صربيا.

## وصلات خارجية
- الموقع الرسمي